# Bryaceae
Le Briacee (Bryaceae Rchb., 1828) sono una famiglia di muschi dell'ordine Bryales.

## Tassonomia
La famiglia comprende 637 specie nei seguenti generi:
- Acidodontium Schwägr., 1827
- Anomobryum Schimp., 1860
- Brachymenium Schwägr., 1824
- Bryum Hedw., 1801
- Gemmabryum J.R.Spence & H.P.Ramsay, 2005
- Haplodontium Hampe, 1865
- Imbribryum N.Pedersen, 2005
- Leptostomopsis (Müll. Hal.) J.R.Spence & H.P.Ramsay, 2005
- Mniobryoides Hörmann, 1969
- Ochiobryum J.R. Spence & H.P. Ramsay, 2005
- Osculatia De Not., 1859
- Perssonia Bizot, 1969
- Plagiobryoides J.R.Spence, 2005
- Plagiobryum Lindb., 1862
- Ptychostomum Hornsch., 1824
- Rhodobryum (Schimp.) Limpr., 1892
- Rosulabryum J.R. Spence, 1996